# Bomarzo (novela)
Bomarzo es una novela del escritor argentino Manuel Mujica Láinez, publicada por primera vez en 1962. 
Con Bomarzo, Mujica Láinez inicia un nuevo ciclo de obras eruditas y de la novela de lo fantástico en el molde de la novela histórica, que se completará con las novelas El unicornio (1965), ambientada en la Francia medieval, El laberinto (1974), ambientada en la España del siglo XVI y finalmente El escarabajo (1982) su novela más pretenciosa en el sentido histórico, ya que transcurre a lo largo de 3900 años de historia, comenzando en el antiguo Egipto, para concluir en finales del siglo XX.
Considerada a menudo la obra cumbre de su autor, fue incluida en la lista de las 100 mejores novelas en español del siglo XX del periódico español «El Mundo».
La novela está dedicada al pintor Miguel Ocampo y al poeta Guillermo Whitelow, con quienes Mujica Láinez estuvo en Bomarzo por primera vez, el 13 de julio de 1958.

## Sinopsis

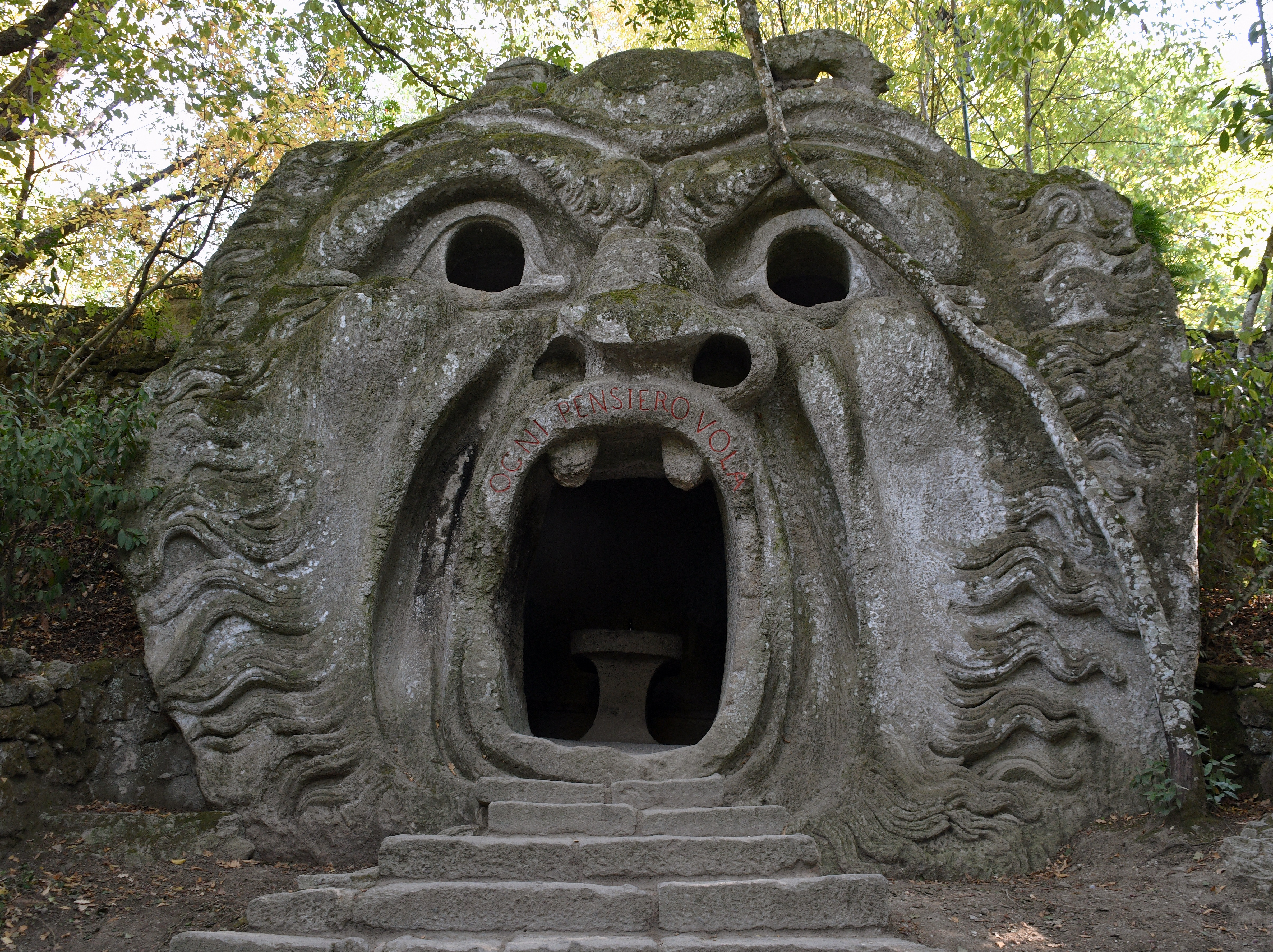
Jardín de los monstruos en Bomarzo, donde transcurre.

Escrita a lo largo de tres años de intensos trabajos e investigaciones, la novela recrea la vida de un noble italiano del siglo XVI: el duque Pier Francesco Orsini, el "contrahecho, cínico e intrigante". Su drama se desarrolla en el ambiente trágico y sensual del Palacio Orsini y el célebre Bosque de los monstruos de Bomarzo, próximos a la ciudad de Viterbo. Los numerosos personajes históricos, evocados por las confesiones del duque, componen un minucioso fresco del Renacimiento italiano.

## Hechos históricos en la novela
Desde el comienzo mismo de la obra el autor nivela las pinceladas de realismo con las semirreales. Al autor le interesa imprimir esa sensación de realismo para conseguir que el lector esté cierto de una realidad que serán las alusiones históricas.
- Nacimiento de Miguel Ángel:

Sandro Benedetto, físico y astrólogo de mi pariente, el ilustre Nicolás Orsini, condottiero a quien, después de su muerte, compararon con los héroes de la Iliada, trazó mi horóscopo el 6 de marzo de 1512, día en que nací, a las dos de la mañana, en Roma. Treinta y siete años antes, el mismo 6 de marzo pero de 1475, a las mismas dos de la mañana, había visto la inquieta luz del mundo, en una aldea etrusca, Miguel Ángel Buonarrotti. La concordancia no fue más allá de un fortuito coincidir de horas y de fechas. En verdad, los astros que presidieron nuestras respectivas apariciones en el ajedrez de la vida, dispusieron sus piezas en el tablero para muy distintas jugadas
(pág. 21)

- La coronación de Carlos I de España.
- La batalla de Lepanto.
- Las poco edificantes costumbres de papas y personajes de la época y crímenes de capa y puñal.

## La óperaBomarzo
La obra ha dado argumento a una ópera homónima de 1967, premiada y mundialmente reconocida con música de Alberto Ginastera y cuyo libreto escribió el mismo Mujica Láinez. Está basada, como la novela, en la vida de Orsini. Se estrenó en Washington en 1967 y fue prohibida en la Argentina de la época, censurada por parte del gobierno militar del General Onganía.
En 1984 la ópera fue representada nuevamente en el Teatro Colón de Buenos Aires, participando en el elenco, entre otros: Salvador Novoa, Enrique Baquerizo, Eliseo Rodríguez, Víctor de Narké, Silvana Guatelli, Juan Pablo Messina, Gustavo Montanini y Jorge Henares.
En 2007 se filmó en Italia en los escenarios originales una versión libre experimental de descarga gratuita, Bomarzo 2007.

## Crítica
El escritor colombiano Fernando Vallejo afirma que "Manuel Mujica Láinez es el mejor escritor de los últimos mil años".
Jorge Luis Borges
Jorge Luis Borges, al ofrecer la comida con la cual se agasajó a Mujica Láinez poco después de la publicación de Bomarzo, le agradeció el bien que con este libro se le hacía a la novela como género literario.
Jorge Campos
En un artículo de la revista Ínsula, Jorge Campos nos acerca a un encuadre de Bomarzo en la que los aspectos históricos son mero apoyo argumental sin una especial incidencia:

La sensación que nos deja Bomarzo es la de un gran tapiz, una columna trajana, complementada con colorido brillante, por la que ascienden, ajustados y abigarrados, todos los hombres y mujeres que han constituido una época.

## Premios
- Gran Premio Nacional de Literatura de 1963
- Premio John F. Kennedy
- Medalla de Oro del gobierno italiano